# 14794 Konetskiy
14794 Konetskiy eller 1976 SD5 är en asteroid i huvudbältet som upptäcktes den 24 september 1976 av den rysk-sovjetiske astronomen Nikolaj Tjernych vid Krims astrofysiska observatorium på Krim. Den har fått sitt namn efter den sovjetisk-ryske författaren och sjökaptenen Viktor Konetskij (1929–2002).
Den tillhör asteroidgruppen Eos.